# شتوبنبرگ (بایرن)
شتوبنبرگ آلمانی: Stubenberg) یک شهر در آلمان است که در روتال-این واقع شده‌است.